# Ablain-Saint-Nazaire

Ablain-Saint-Nazaire este o comună în departamentul Pas-de-Calais, Franța. În 1 ianuarie 2022 avea o populație de 1.966 de locuitori.